# Eparchia di Kumanovo-Osogovo

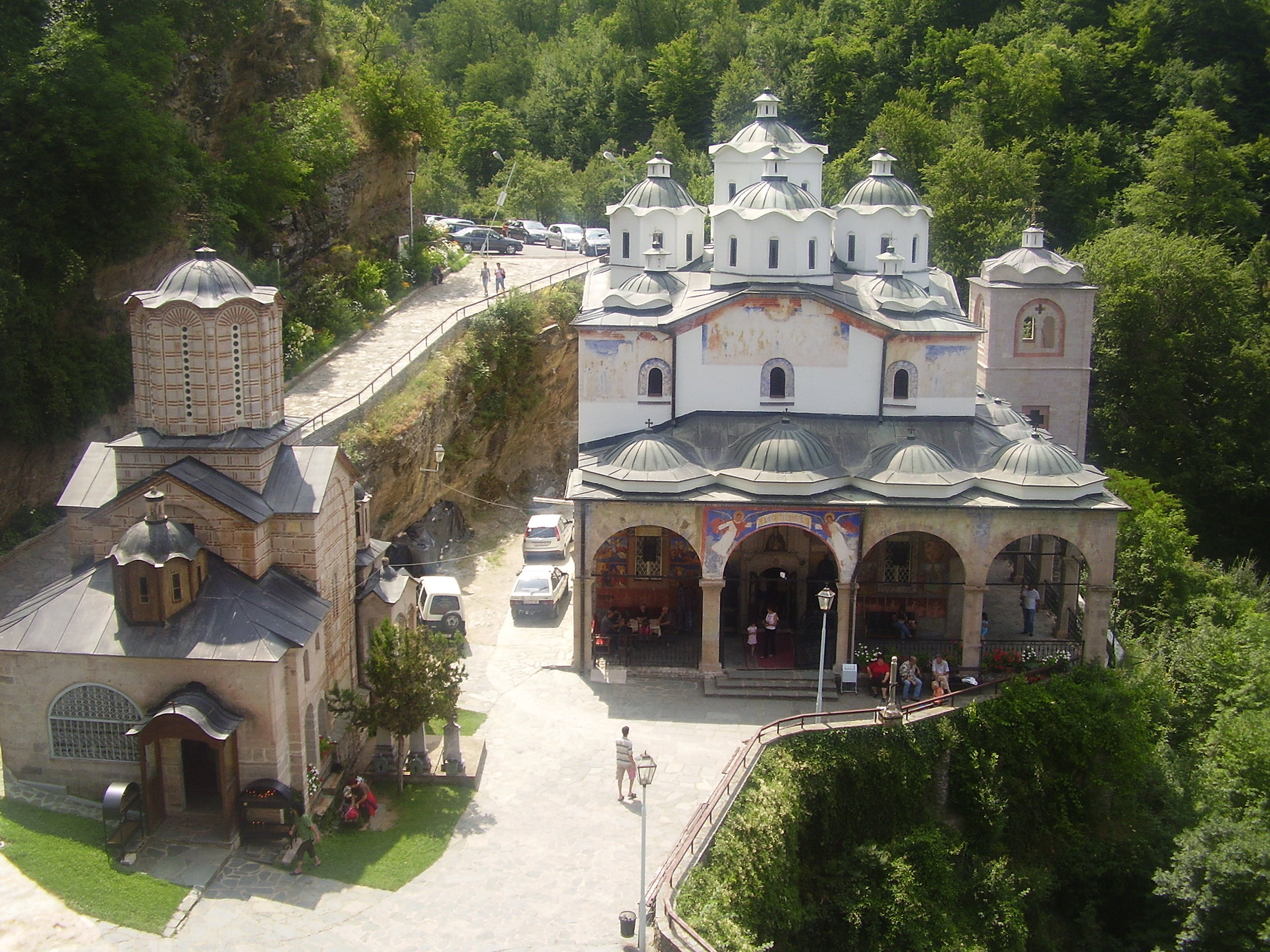
Il monastero di San Gioacchino di Osogovo.

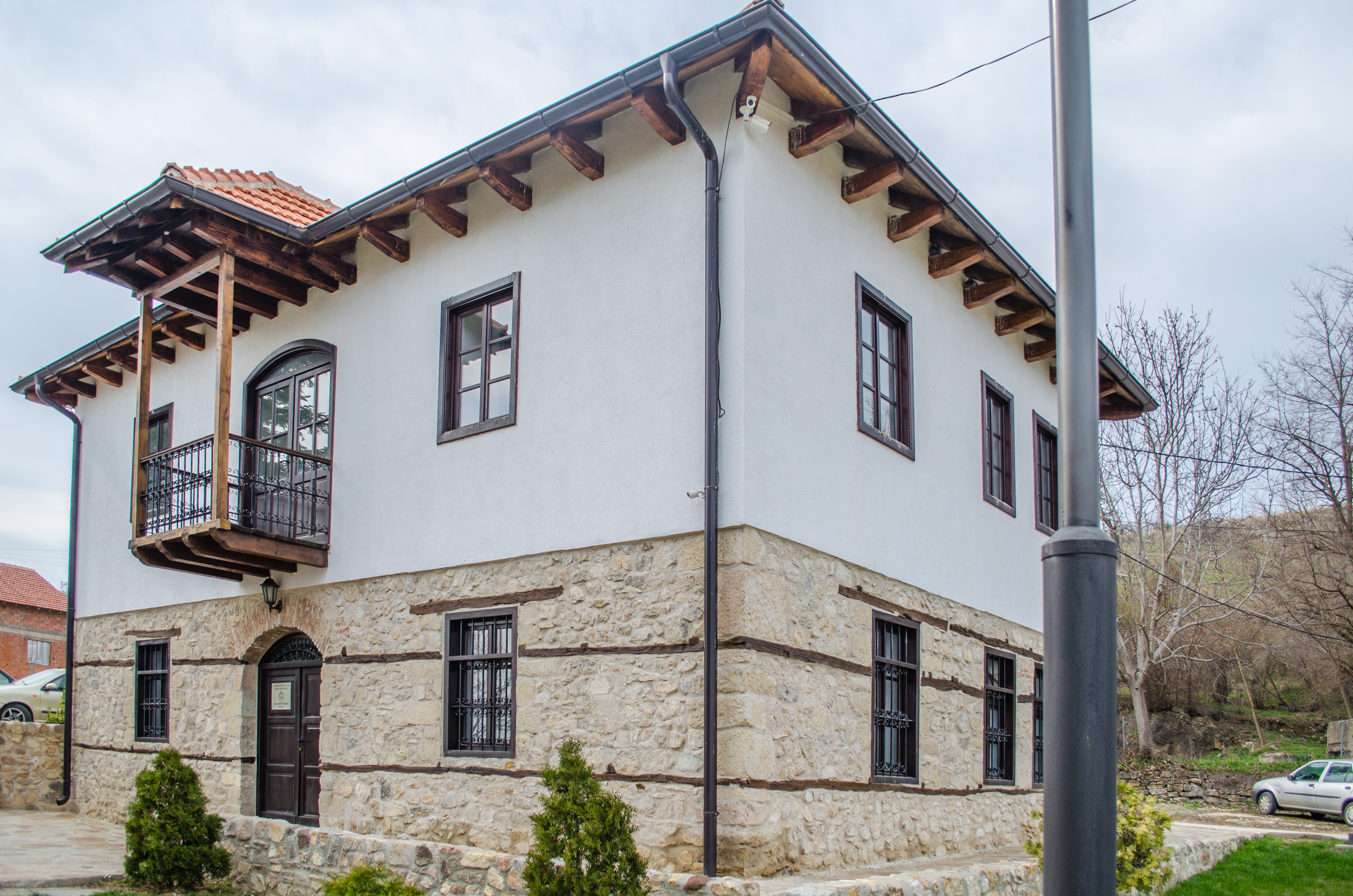
La residenza dei metropoliti.

L'eparchia di Kumanovo-Osogovo (in macedone: Кумановско-осоговска епархија) è una delle eparchie della Chiesa ortodossa macedone nella Macedonia del Nord.
Dal 21 maggio 2020 metropolita di Kumanovo-Osogovo è Gregorio Nasteski.

## Territorio
L'eparchia si trova nella parte nord-orientale della Macedonia del Nord e comprende l'intera Regione Nordorientale .
Sede eparchiale è la città di Kumanovo, dove si trova la cattedrale di San Nicola.
Il territorio è suddiviso in due vicariati episcopali: Kumanovo-Kratovo e Kriva Palanka. L'eparchia comprende inoltre 4 monasteri.

## Storia
L'eparchia è stata eretta dal Santo Sinodo della Chiesa ortodossa macedone il 17 settembre 2013 ricavandone il territorio dall'eparchia di Polog-Kumanovo, che fu contestualmente soppressa.
Lo stesso giorno è stato eletto il metropolita Giuseppe Pејоvsky., intronizzato nella cattedrale di San Nicola il 10 novembre successivo. In seguito alle sue dimissioni, il 21 maggio 2020 il Santo Sinodo ha eletto il metropolita Gregorio Nasteski, che è stato ordinato e intronizzato il 26 luglio successivo.
Nel 2023, in seguito agli accordi che hanno portato alla fine dello scisma nella Chiesa ortodossa in Macedonia del Nord, per i vescovi passati dall'arcidiocesi ortodossa di Ocrida del Patriarcato di Serbia alla Chiesa ortodossa macedone sono state erette tre nuove eparchie, intese come sedi provvisorie; infatti quando le sedi diventeranno vacanti, il loro territorio ritornerà all'eparchia di origine. In questo contesto, l'eparchia di Kumanovo-Osogovo ha ceduto il comune di Ilinden, per l'erezione dell'eparchia di Deljadrovci-Ilinden.

## Cronotassi
- Giuseppe Pејоvsky (17 settembre 2013 - 21 maggio 2020 dimesso)
- Gregorio Nasteski, dal 21 maggio 2020